# 朝日溫泉
22°38′12″N 121°30′17″E / 22.636802°N 121.504617°E

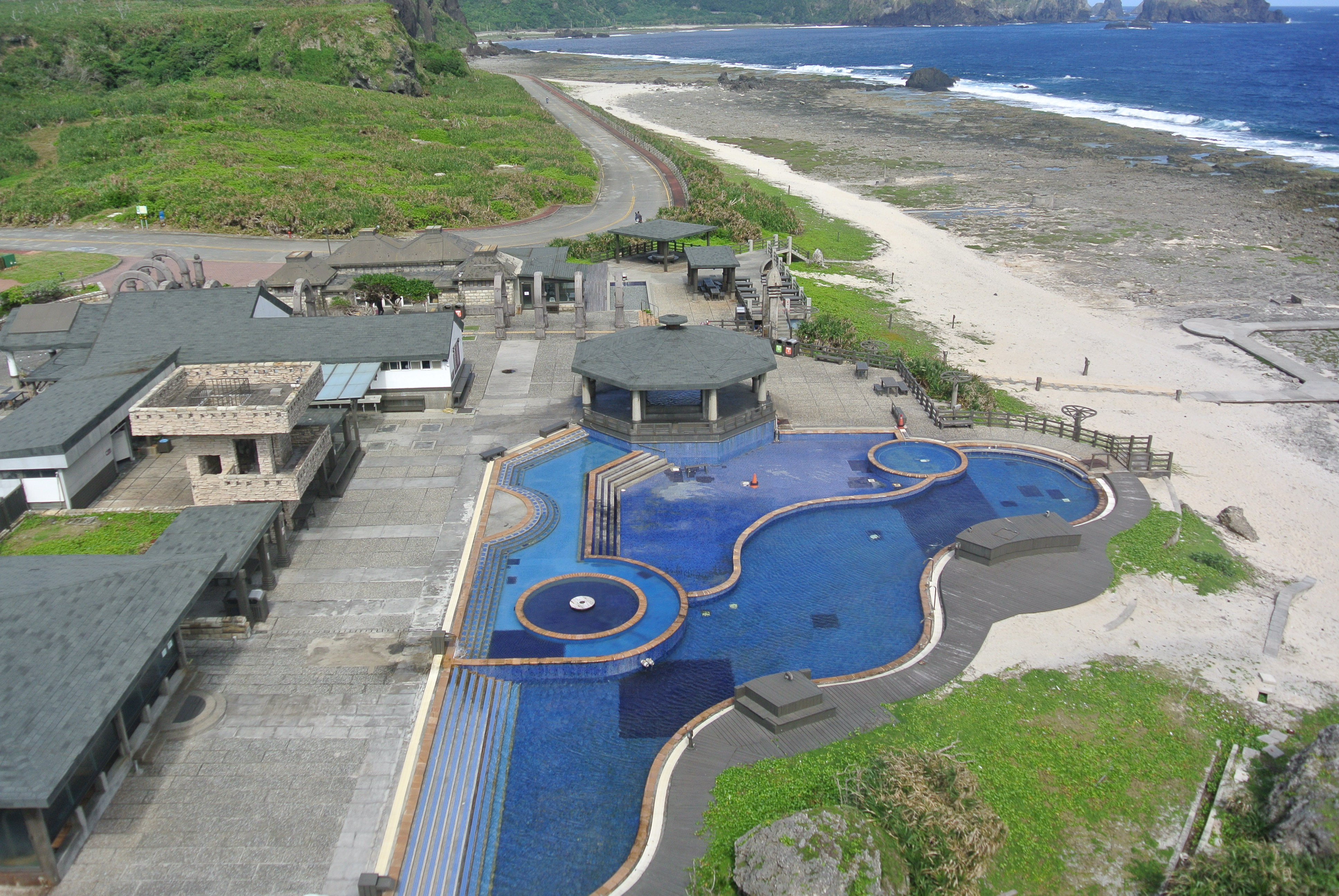
朝日溫泉的圓形露天浴池

朝日溫泉，原稱作滾水坪，位於台灣台東縣綠島的東南方帆船鼻一帶，面向太平洋，因朝向東邊日出方向，故命名為朝日溫泉，台灣日治時期名為旭溫泉。朝日溫泉為世界少數的海底溫泉之一，泉水出露點是在潮間帶的珊瑚礁旁，泉源來自附近海域的海水或地下水，滲入地底後經由火山岩漿庫加熱所形成，在分類上屬於火成岩區的溫泉。

## 泉質
朝日溫泉的水質透明，泉水溫度約60℃～70℃，湧出口的水溫可達90℃，綠島水質的pH為7.8，氯離子含量約25000 ppm，水質近似於天然泉水，依其成分分類屬於硫酸鹽氯化物泉。

## 相關海底溫泉
- 臺灣新北市：金山溫泉
- 日本九州：屋久島平內海中溫泉
- 義大利西西里島阿格里真托省：夏卡溫泉

## 外部連結
- 綠島資訊服務網 （页面存档备份，存于）--網頁由臺東縣綠島鄉公所管理。